# Ratislav Mores
Ratislav Mores (Ružomberok, 7 oktober 1975) is een voormalig voetballer uit Slowakije, die als middenvelder speelde.
Mores kwam in 1995 naar Roda JC. Daar zou hij tot 1998 spelen. In januari 1997 werd hij voor een half jaar verhuurd aan N.E.C.. Na het seizoen 2001/02 waarin hij uit kwam voor SpVgg Weiden, beëindigde hij zijn carrière.
Na zijn loopbaan als voetballer startte hij een transportbedrijf.